# أبو شوشة (الرملة)
أبو شوشة هي قرية عربية فلسطينية في قضاء الرملة في فلسطين الانتدابية، وتقع على بعد 8 كم جنوب شرق الرملة. طهرت عرقيا في مايو 1948.
كانت أبو شوشة تقع على منحدر تل جازر/تل الجزري، والذي يُعرف عادةً بالمدينة القديمة جازر. في الفترة من إبريل إلى مايو 1948، أثناء الحرب العربية الإسرائيلية عام 1948، تعرضت أبو شوشة للهجوم عدة مرات. وبدأ الهجوم النهائي في 13 مايو/أيار، أي قبل يوم واحد من إعلان قيام إسرائيل. حاول أهالي أبو شوشة الدفاع عن القرية، إلا أن القرية تم احتلالها في 14 مايو/أيار. طرد المدنيين الذين لم يفروا أو يُقتلوا بالفعل بحلول 21 مايو. بلغ عددهم مع أحفادهم حوالي 6198 نسمة في عام 1998.

## اسم
ويقال إن أبو شوشة اشتُق اسمها من درويش صلى من أجل المطر في زمن الجفاف، وأخبره عراف الرمال أنه سيهلك إذا جاء المطر. وخرج الماء من الأرض (ربما في التنور) وشكل بركة، فخطا إليها فغرق. فلما رأى الناس لم يبق منه إلا عقدة رأسه، قالوا: يا أبا شوشة.

## تاريخ
أطلق الصليبيون على المكان اسم جبل جيسارت. وفي عام 1177م انتصر الصليبيون في معركة ضد صلاح الدين هناك. وقد تم العثور هنا على قطع سيراميك وعملات معدنية من القرن الثالث عشر.

### العصر العثماني

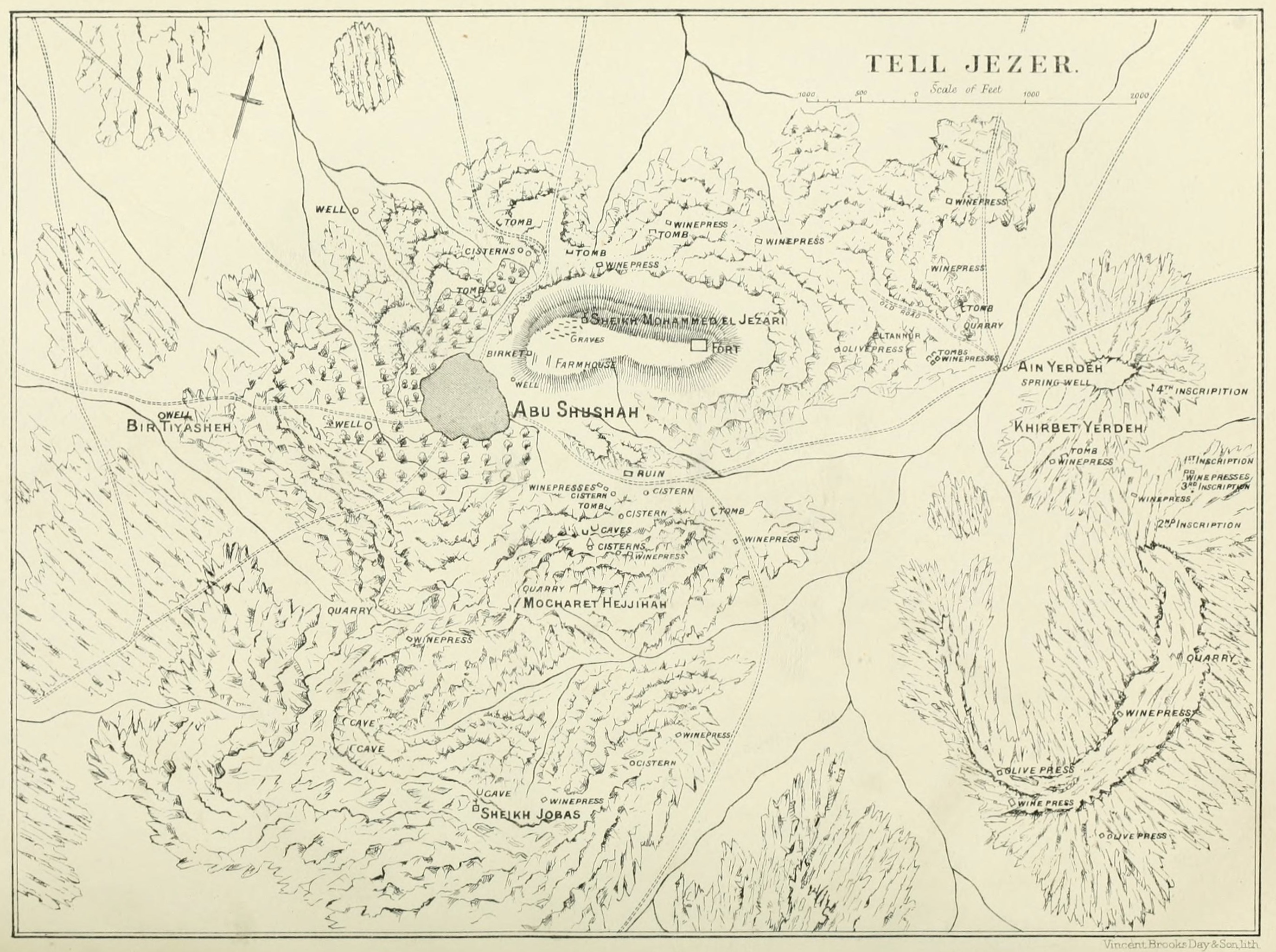
أبو شوشة في مسح فلسطين الذي أجرته مؤسسة أبحاث البيئة (PEF) في الفترة 1871-1877

وقد بنى مقام هناك ربما في القرن السادس عشر. في عام 1838، سجلت أبو شوشة كقرية إسلامية في منطقة ابن حمر في قضاء الرملة. كما لاحظ إدوارد روبنسون القرية أيضًا أثناء رحلاته في المنطقة في عام 1852.
في عام 1869 أو 1872، تم شراء أراضي القرية من قبل ميلفيل بيتر بيرجهايم من القدس، وهو بروتستانتي من أصل ألماني. قام بيرجهايم بتأسيس مزرعة زراعية حديثة، باستخدام الأساليب والمعدات الأوروبية. كانت ملكية بيرجهايم للأرض محل نزاع حاد بين القرويين، بوسائل قانونية وغير قانونية، بما في ذلك مقتل ابن بيرجهايم بيتر في 12 أكتوبر 1885. بعد إفلاس شركة بيرجهايم في عام 1892، أصبحت أراضي أبو شوسا تحت إدارة متلقي حكومي.
في عام 1882، أشار مسح صندوق استكشاف فلسطين لغرب فلسطين (SWP) إلى أن حجم الأراضي التي يزرعها السيد. وكانت مساحة برجيم في أبو شوشة 5000 فدان. وقد تم إظهار الحدود على خريطة المسح كخط منقط: ____.... _____.... كما وصف SWP أبو شوشة بأنها قرية صغيرة مبنية من الحجر والطين ومحاطة بأشجار الصبار، ويسكنها حوالي 100 عائلة.
وقد وصف إيليهو جرانت، الذي زار القرية، بأنها "صغيرة" في عام 1907. في عشرينيات القرن العشرين، قام متلقي الحكومة ببيع جزء من الأرض إلى القرويين والباقي إلى جمعية الاستعمار اليهودي، التي أعطت القرويين ثلث ما اشتروه من أجل تسوية النزاع. بعد الحرب العالمية الأولى، بيعت الأراضي التي كانت في أيدي اليهود لشركة أراضي المكابيين، ثم انتقلت فيما بعد إلى الصندوق الوطني اليهودي.
في نوفمبر 1917، هاجم اللواء البريطاني السادس الخيالة مفرزة تركية كانت تدافع عن المرتفعات فوق أبو شوشة. تكبد الأتراك خسائر فادحة.

### عصر الانتداب البريطاني
في تعداد فلسطين الذي أجرته سلطات الانتداب البريطاني عام 1922، بلغ عدد سكان أبو شوشة 603 نسمة؛ جميعهم مسلمون، وارتفع في تعداد عام 1931 إلى 627، ما زالوا جميعهم مسلمين، في إجمالي 145 منزلاً.
كانت القرية تحتوي على مسجد وعدد من المحلات التجارية. تأسست مدرسة القرية في عام 1947، وكان عدد الطلاب المسجلين فيها في البداية 33 طالبًا.

وفي إحصاءات عام 1945 بلغ عدد سكان أبو شوشة 870 نسمة، جميعهم مسلمون، وبلغت مساحة الأرض الإجمالية 9425 دونمًا. تم تخصيص 2475 دونمًا من أراضي القرية لزراعة الحبوب، و54 دونمًا للري أو الاستخدام للبساتين، بينما كانت 24 دونمًا مناطق مبنية (حضرية).

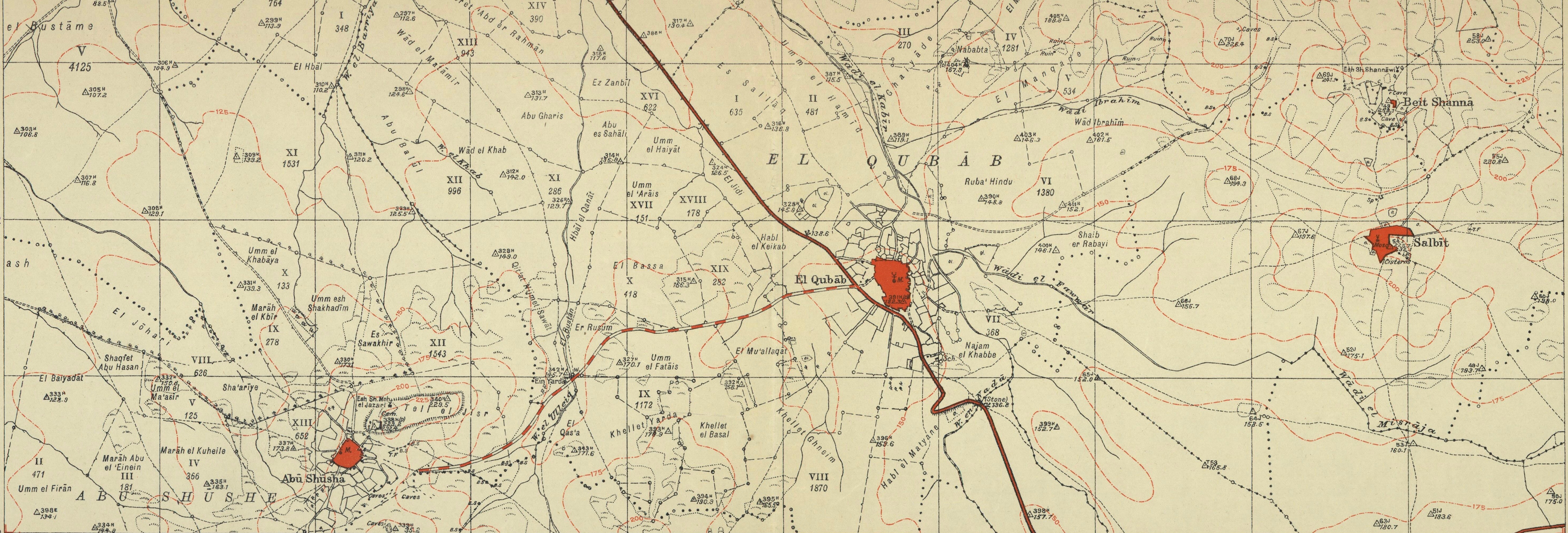
أبو شوشة 1942 1:20,000
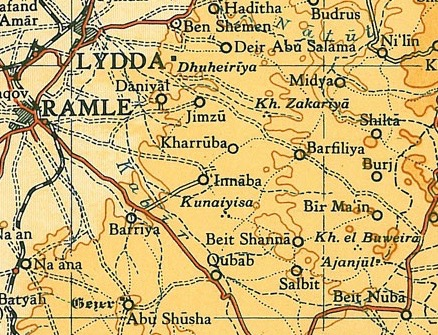
أبو شوشة 1945 مقياس 1:250,000
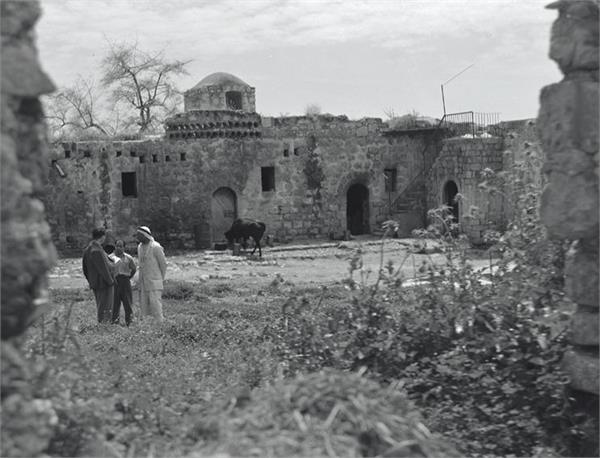
أبو شوشة 1945
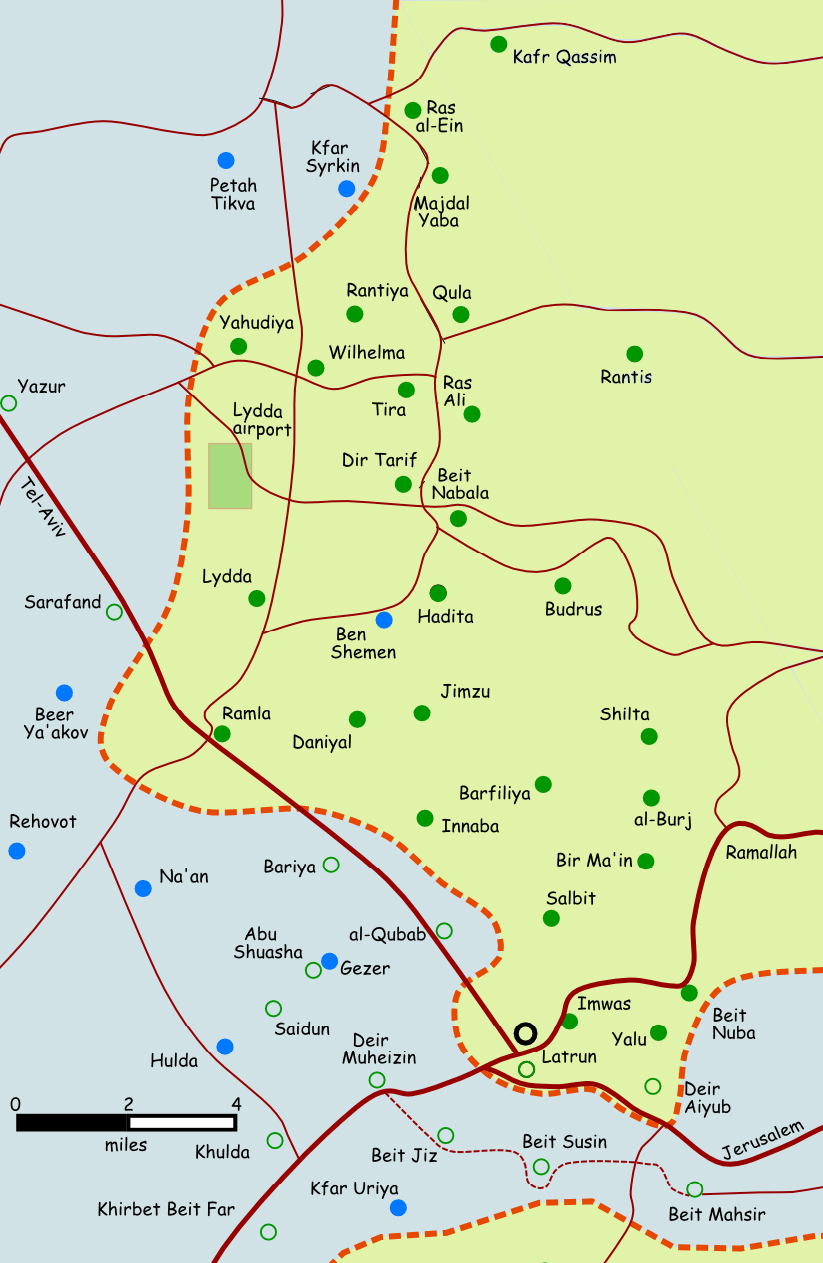
القرى المهجّرة في قضاء الرملة 9 يوليو 1948

### مذبحة عام 1948 وما بعدها
تعرضت القرية للهجوم من قبل لواء جفعاتي في 13-14 مايو 1948 خلال عملية باراك. فر عدد قليل من السكان لكن معظمهم بقوا. تم استبدال قوات جيفاتي على الفور برجال الميليشيات من كيبوتس جيزر، الذين تم استبدالهم لاحقًا بقوات من لواء كرياتي. وفي 19 مايو/أيار، زعمت مصادر في الفيلق العربي أن بعض القرويين يتعرضون للقتل. وفي 21 مايو/أيار، ناشدت السلطات العربية الصليب الأحمر وقف "الأعمال الوحشية" التي قالت إنها تُرتكب في أبو شوشة. وقيل إن جنديًا من الهاجاناه حاول مرتين اغتصاب سجينة تبلغ من العمر 20 عامًا. طرد السكان الذين بقوا في القرية، على ما يبدو في 21 مايو.
وتشير أبحاث أحدث، بما في ذلك تلك التي أجرتها جامعة بيرزيت، إلى أن حوالي 60 من السكان قُتلوا على يد لواء جيفاتي أثناء الهجوم. في عام 1995 تم اكتشاف مقبرة جماعية تحتوي على 52 هيكلًا عظميًا، لكن سبب وفاتهم غير محدد.
تأسست مستوطنة أميليم الإسرائيلية في مكان قريب في وقت لاحق من عام 1948، في حين تأسست مستوطنة بيدايا في عام 1951؛ وكلاهما على أراضي القرية. تم تدمير بقايا القرية في عام 1965 كجزء من عملية حكومية لتطهير البلاد من القرى المهجورة، والتي اعتبرتها إدارة أراضي إسرائيل "وصمة عار على المشهد".
في عام 1992، وُصف موقع القرية على النحو التالي: "تشغل مستوطنة أميليم الإسرائيلية جزءًا كبيرًا من الموقع. تنمو أشجار التين والسرو والصبار وشجرة نخيل واحدة في الموقع. تُزرع الوديان المحيطة بالمشمش والتين، وتُزرع أنواع مختلفة من أشجار الفاكهة على المرتفعات."

### القرية اليوم
تحتل مستوطنة أميليم موقع القرية اليوم وتستخدمها للزراعة ولم يبق من القرية اليوم أي من المنشلآت والمنازل.

## روابط خارجية
- مرحباً بكم في أبو شوشة
- أبو شوشة (الرملة)، ذاكرات
- مسح غرب فلسطين، الخريطة رقم 16: سلطة الآثار الإسرائيلية، ويكيميديا كومنز
- أبو شوشة من مركز خليل السكاكيني الثقافي
- أبو شوشة، رامي النشاشيبي (1996)، مركز أبحاث وتوثيق المجتمع الفلسطيني.
- أبو شوشة، شهادة ناجٍ بقلم رامي النشاشيبي (1996)، مركز أبحاث وتوثيق المجتمع الفلسطيني